# Солончанка (приток Каменки)
Солонча́нка — река в России, протекает по Кваркенскому району Оренбургской области. Устье реки находится в 15 км от устья по правому берегу реки Каменки, впадающей в Суундук в 112 км от устья. Длина реки составляет 11 км.

## Данные водного реестра
По данным государственного водного реестра России, река относится к Уральскому бассейновому округу. Водохозяйственный участок реки — Урал от Магнитогорского гидроузла до Ириклинского гидроузла. Речной бассейн Солончанки — Урал (российская часть бассейна).
Код объекта в государственном водном реестре — 12010000312112200002547.